# Myth: History in the Making
Myth: History in the Making is een videospel voor verschillende platforms. Het spel werd uitgebracht in 1989.

## Ontvangst
| Beoordeeld door                       | Platform     | Datum          | Score |
| ------------------------------------- | ------------ | -------------- | ----- |
| The One                               | Amiga        | april 1992     | 93%   |
| ACE (Advanced Computer Entertainment) | Commodore 64 | januari 1990   | 92%   |
| ASM (Aktueller Software Markt)        | Amiga        | april 1992     | 83%   |
| Amiga Mania                           | Amiga        | augustus 1992  | 78%   |
| Tilt                                  | Amstrad CPC  | maart 1990     | 70%   |
| Amiga Joker                           | Amiga        | april 1992     | 69%   |
| Amiga Games                           | Amiga CD32   | oktober 1994   | 59%   |
| Amiga Format                          | Amiga        | augustus 1992  | 58%   |
| Amiga Joker                           | Amiga CD32   | juli 1994      | 48%   |
| High Score                            | Amiga CD32   | september 1994 | 40%   |